# Xiangtan
Xiangtan (湘潭; pinyin: Xiāngtán) è una Città-prefettura della provincia cinese dell'Hunan.

## Storia
Era già un centro di una certa importanza sotto la dinastia Han (202 a.C.-220 d.C.). 
Iniziò ad essere conosciuta con il nome attuale durante il periodo Tang (618-907).

### Casa natale di Mao Zedong
Si trova nel villaggio di Shaoshan, a 45 km ad ovest della città. Mao vi nacque nel 1893 e
vi rimase fino al 1910. Fu trasformata in museo nel 1964 e contiene numerosi oggetti e
fotografie legate al giovane Mao.

## Amministrazione

### Suddivisioni amministrative
La prefettura ha diretto controllo amministrativo su due distretti, due città-contee e una contea.
| Nome                 | Popolazione (al 2010) | Area (in km²) |
| -------------------- | --------------------- | ------------- |
| Distretto di Yuetang | 501 348               | 206,4         |
| Distretto di Yuhu    | 457 955               | 451,39        |
| Shaoshan             | 86 036                | 247,3         |
| Xiangxiang           | 787 216               | 1 912,7       |
| Contea di Xiangtan   | 915 997               | 2 132,8       |

### Gemellaggi
- Hikone
- South El Monte
- Bien Hoa
- Lutsk
- León